# One (Tesseract album)
One är det första fullängdsalbumet av det brittiska progressiv metal-bandet Tesseract. Albumet innehåller sex huvudspår varav det tredje "Concealing Fate" är uppdelat i sex mindre delar. "Concealing Fate" hade utgivits som EP året innan. All text och musik är skriven av gitarristen Acle Kahney och sångaren Daniel Tompkins. One gavs ut av Century Media 22 mars 2011. Albumet nådde 36:e plats på den amerikanska försäljningslistan Billboard Top Heatseekers.

## Låtlista
1. "Lament" – 4:53
2. "Nascent" – 4:09
3. "Concealing Fate" – 27:36
  1. "Acceptance" – 8:33
  2. "Deception" – 5:22
  3. "The Impossible" – 4:50
  4. "Perfection" – 2:38
  5. "Epiphany" - 1:29
  6. "Origin" - 4:44
4. "Sunrise" – 3:57
5. "April" – 4:49
6. "Eden" – 9:08

## Medverkande

### Banduppsättning
- Daniel Tompkins - sång
- Alec "Acle" Kahney – gitarr
- Jay Postones – trummor, percussion
- James 'Metal' Monteith – rytmgitarr
- Amos Williams – bas, growl, bakgrundssång

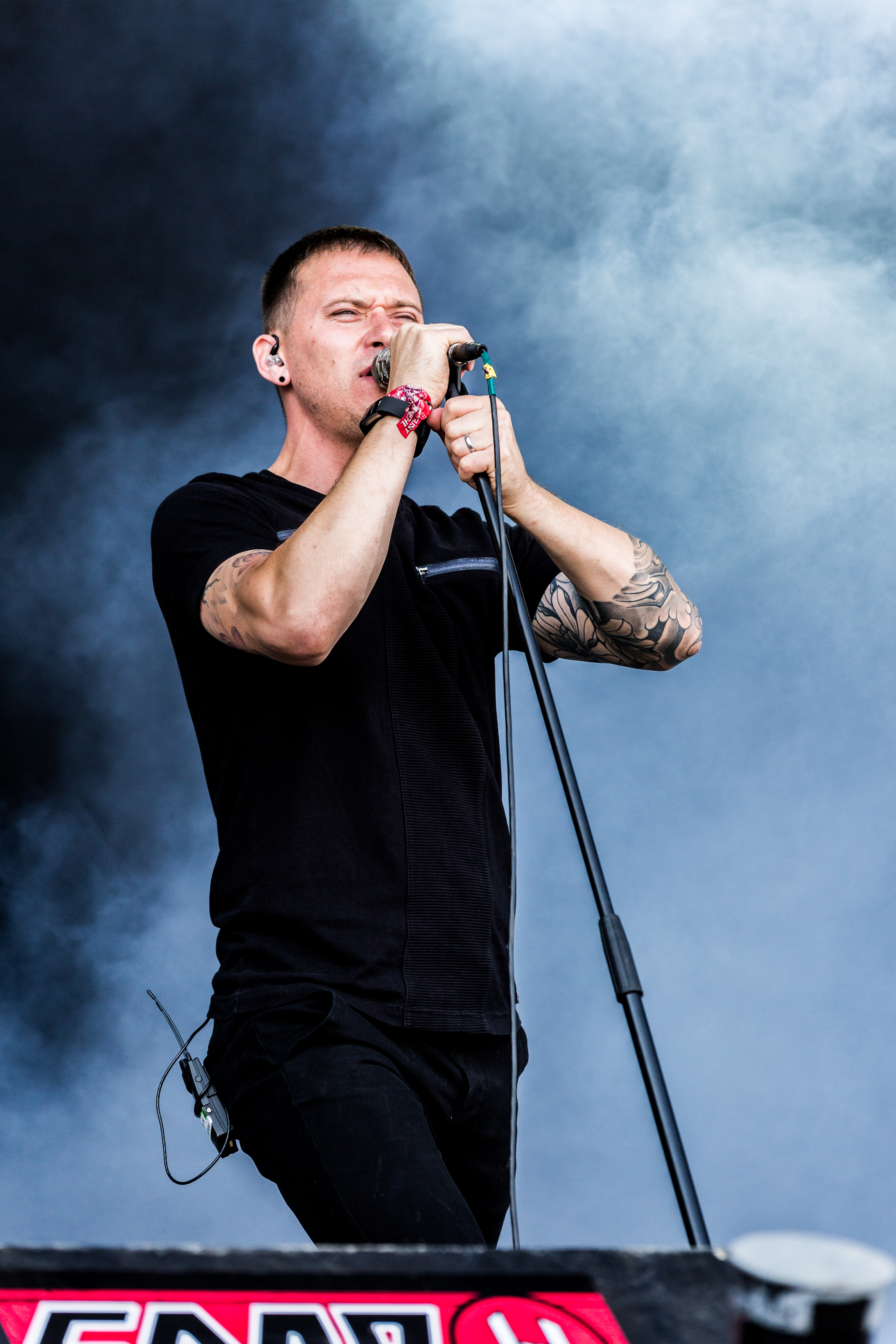
Daniel Tompkins
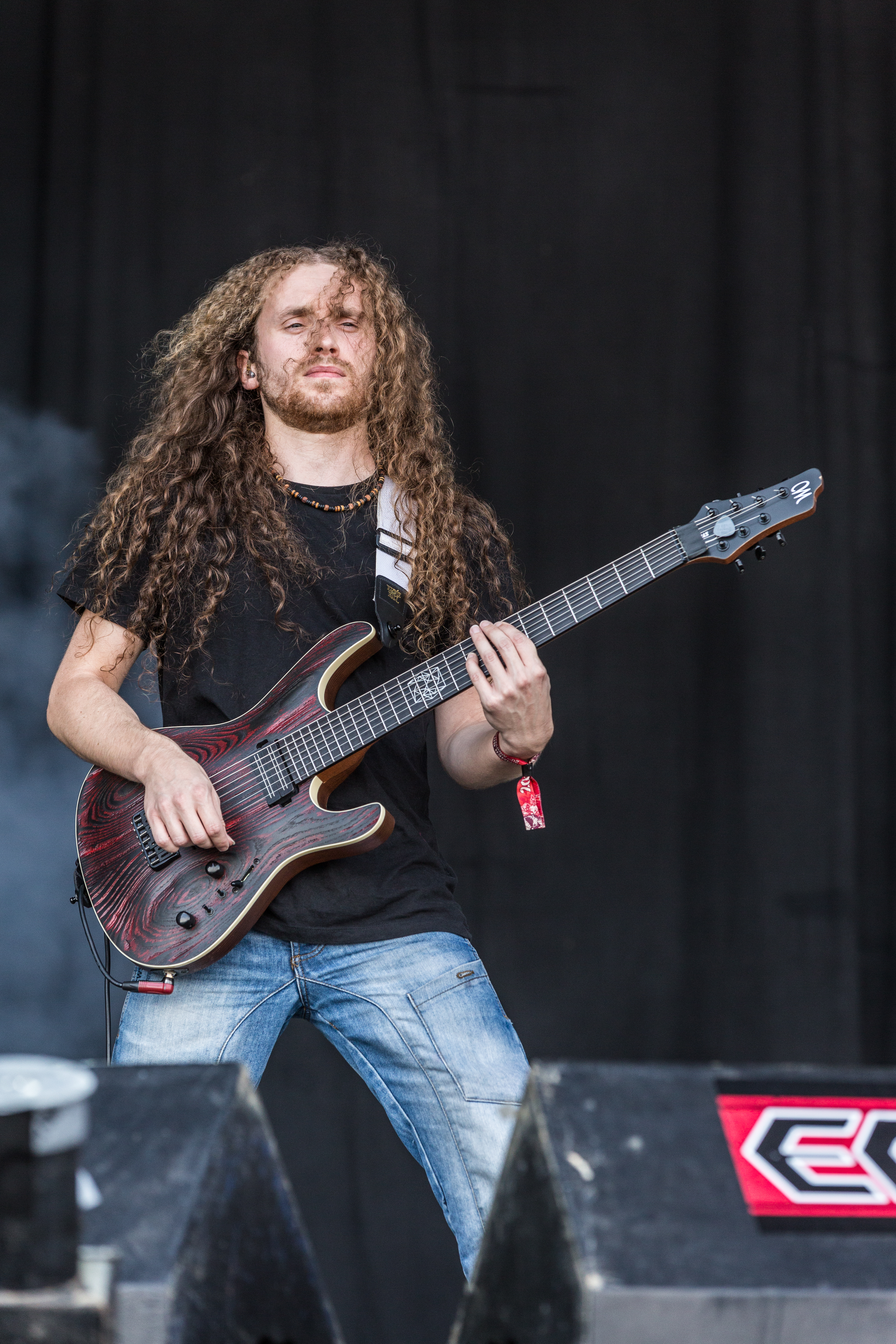
Alec "Acle" Kahney
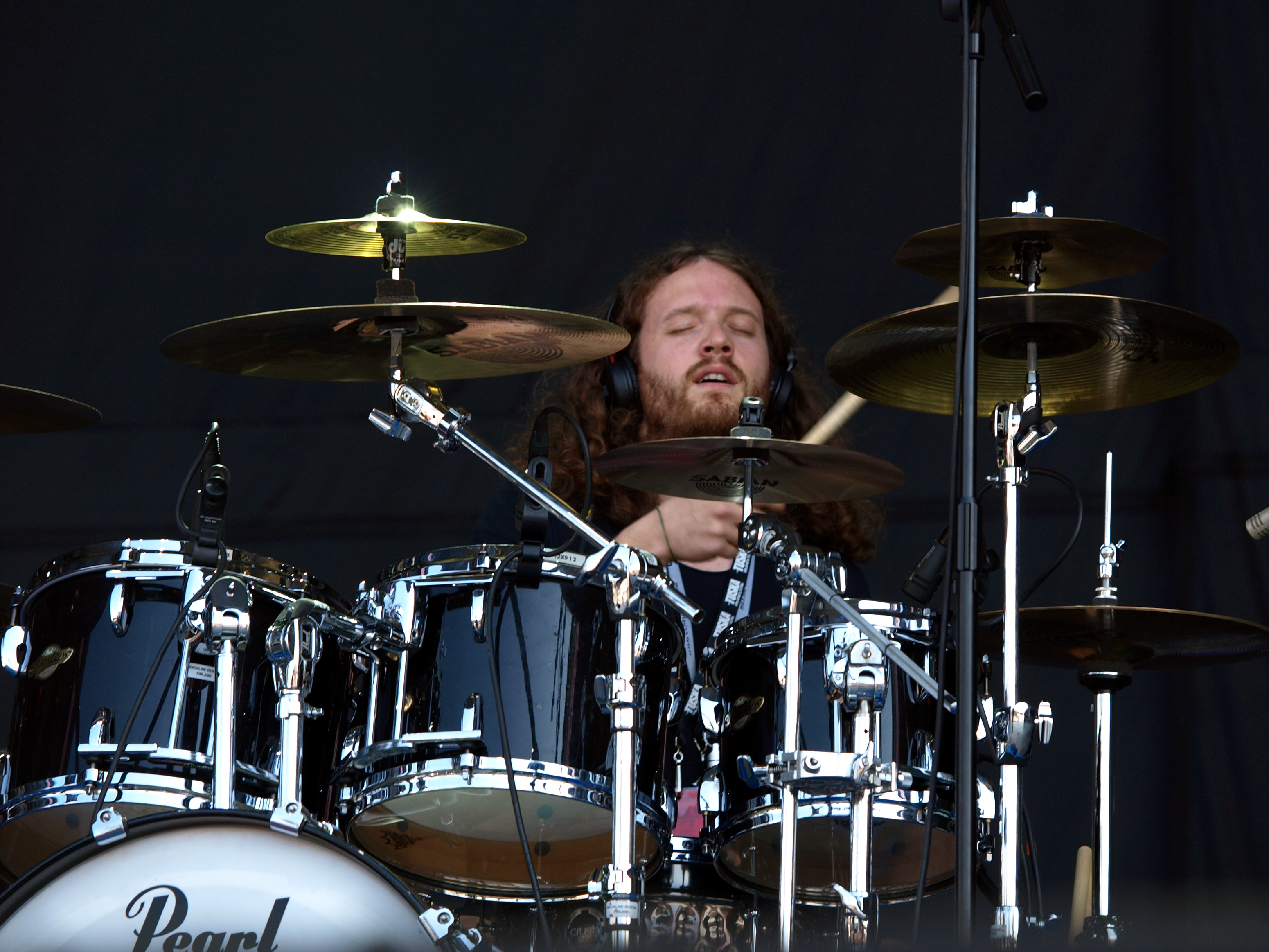
Jay Postones
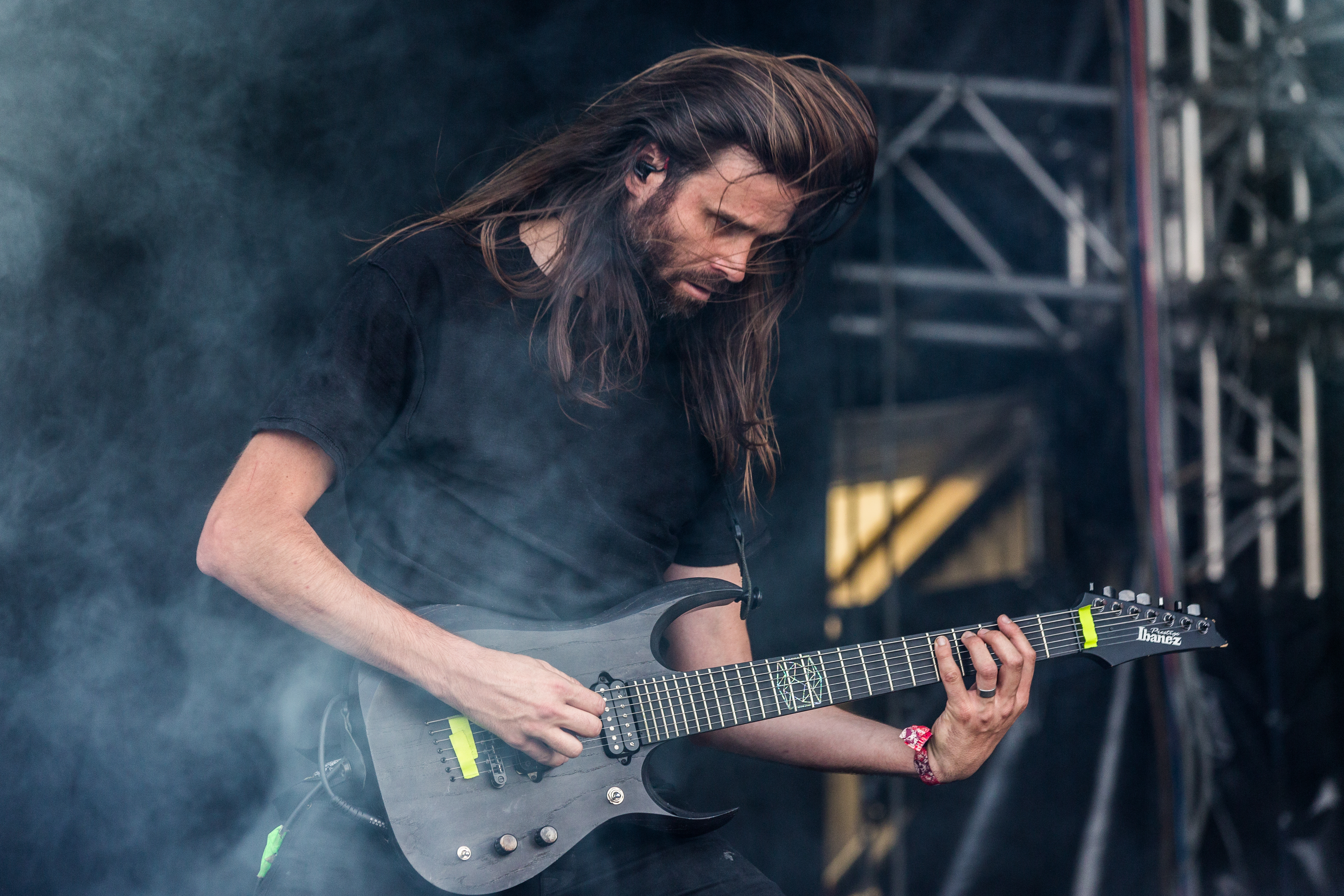
James 'Metal' Monteith
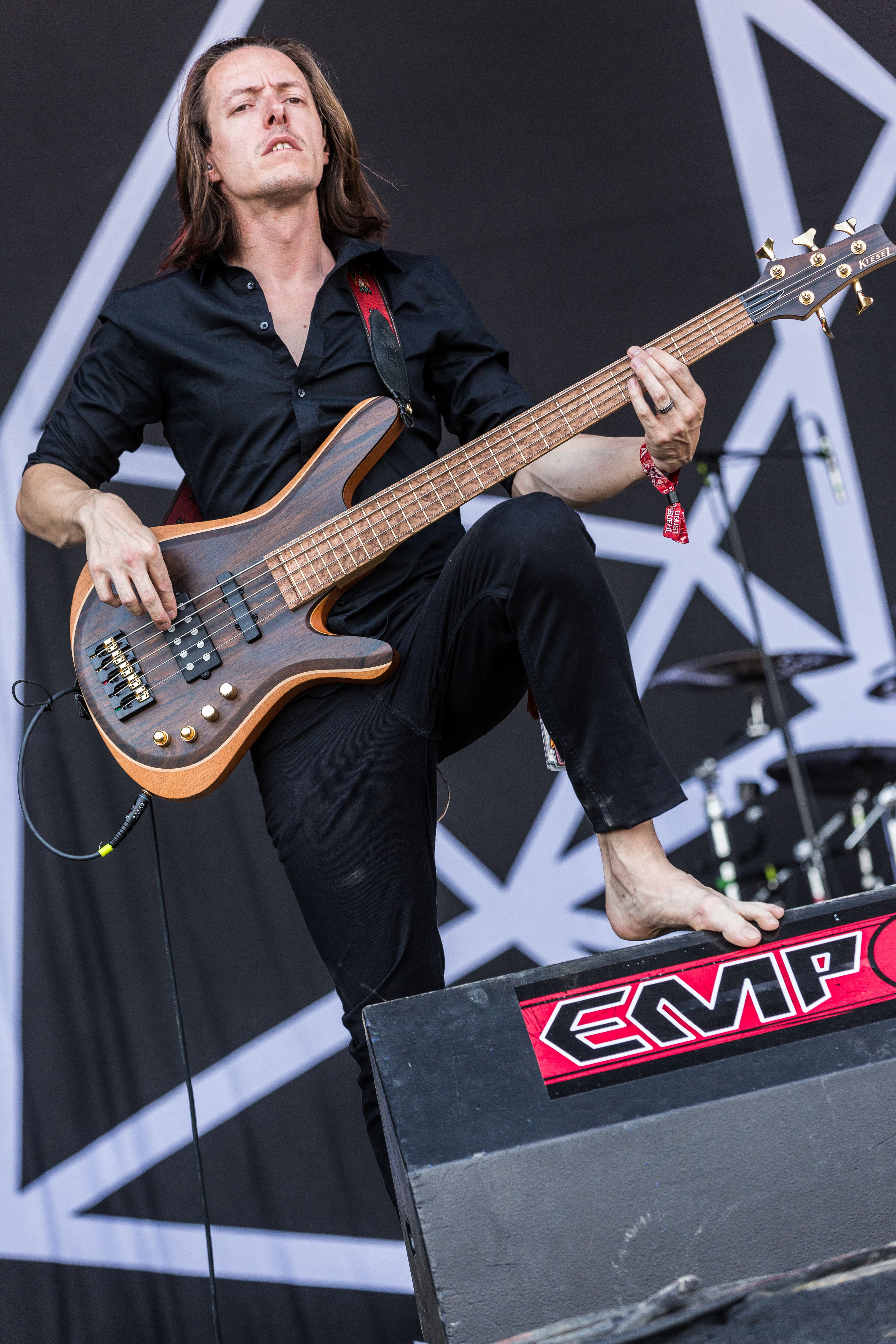
Amos Williams

### Produktion
- Andrew Baldwin – mastring
- Francesco Cameli – inspelning, mixning
- Alec "Acle" Kahney – producent
- Amos Williams – producent